# Haag in Oberbayern
Haag in Oberbayern, Haag i.OB – gmina targowa w Niemczech, w kraju związkowym Bawaria, w rejencji Górna Bawaria, w regionie Südostoberbayern, w powiecie Mühldorf am Inn. Leży około 27 km na południowy zachód od Mühldorf am Inn, przy skrzyżowaniu drogi B12 z B15.

## Gegrafia
Miasteczko jest położone na Wyżynie Bawarskiej w południowo-wschodniej Bawarii, 50 kilometrów na wschód od stolicy regionu, Monachium i kilka kilometrów na zachód od doliny Inn. 

### Osiedla
- Haag in Oberbayern
- Joppenpoint
- Rosenberg
- Winden
- Oberndorf
- Altdorf

## Historia
Gród Haag powstał w latach 926-36, z czasem rozwinęła się osada na podgrodziu. Miejscowość w źródłach pisanych pojawia się po raz pierwszy w 980 r. jako siedziba rodu rycerskiego. Około 1200 r. Haag stało się główną siedzibą niewielkiego hrabstwa. W 1245 r. terytorium uzyskało status hrabstwa rzeszy, co oznaczało faktyczną niezależność. W 1324 r. Haag uzyskało prawa targowe. W 1566 r. wraż ze śmiercią hrabiego Władysława von Frauenburg-Haag przeszło we władanie książąt Bawarii, mimo to do 1804 r. utrzymało faktyczną niezależność. W wyniku reformy administracyjnej w 1818 r. powołano gminę Haag. W 1831 r. miasteczko ucierpiało w wyniku pożaru. W latach 1900–74 istniało połączenie kolejowe do Thann. 

## Demografia
Dane o ludności z 31 grudnia 2008:
| Opis                                | Ogółem | Ogółem | Kobiety | Kobiety | Mężczyźni | Mężczyźni |
| ----------------------------------- | ------ | ------ | ------- | ------- | --------- | --------- |
| Jednostka                           | osób   | %      | osób    | %       | osób      | %         |
| Populacja                           | 6382   | 100    | 3299    | 51,69   | 3083      | 48,31     |
| Wiek przedprodukcyjny (0–17 lat)    | 1328   | 20,81  | 675     | 10,58   | 653       | 10,23     |
| Wiek produkcyjny (18–65 lat)        | 3833   | 60,06  | 1939    | 30,38   | 1894      | 29,68     |
| Wiek poprodukcyjny (powyżej 65 lat) | 1221   | 19,13  | 685     | 10,73   | 536       | 8,4       |

## Polityka
Wójtem gminy jest Hermann Dumbs, rada gminy składa się z 20 osób.
|      | CSU | SPD | FWG | FWGEGW | PWG | Razem |
| 2008 | 9   | 3   | 2   | -      | 6   | 20    |
| 2002 | 9   | 6   | 2   | 3      | -   | 20    |

## Zabytki
- Zamek Haag goszczący lokalne muzeum
- Historyczny budynek browaru z 1560 r.
- Kościół farny z XVI wieku
- Historyczna zabudowa miasteczka